# The Elder Scrolls: Legends
Az Elder Scrolls: Legends egy ingyenesen játszható kártyajáték videójáték, amelyet a Dire Wolf Digital fejlesztett ki és a Bethesda Softworks kiadta a Microsoft Windows, iOS, macOS és Android 2017-ben.
Az Elder Scrolls: Legends egy gyűjthető kártyajáték, amely két ellenfél (játékos vs. játékos vagy játékos vs. számítógép ellenfél) közötti kör alapú meccsek körül forog. A kártyák az Elder Scrolls sorozatban található lényekről, karakterekről és ismeretekről származnak.
Minden játékos vagy számítógépes ellenfél 50 és 70 kártya között helyezkedik el. Minden csata kezdetén minden játékos elindul három kártyával a fedélzetről és egy magicka-ból, amely kártyák elhelyezésére szolgál. Az első forduló előnyének ellensúlyozásához a második játékos egy ékszíjjal kezdődik, amely egyszerre aktiválható, hogy háromszor nyerjen egy további magicka-t a játék során. Mindegyik játékos kap egy további magicka-t a fordulók kezdetén. Szakosodott kártyák használata nélkül a játékos magicka csak 12 játékban érhet el. A játékos és az ellenfelét egy olyan karakter képviseli, akinek meghatározott mennyiségű egészsége van, azzal a céllal, hogy a versenyző egészségét nullára csökkentse.
Minden játékos használhatja a rendelkezésre álló magicka játékát, hogy bármilyen kártyát játsszon. A kártyák négy csoportba sorolhatók: támogató kártyák, amelyek folyamatos előnyöket nyújtanak; Akció kártyák, amelyek azonnali hatást fejtenek ki; Lények, amelyek a harc végzésének fő módszerei; és elemek, amelyek a lényeket növelik. A lények általában nem tudják támadni a turnet, amellyel játszanak. A lényeknek támadási és egészségügyi értékeik vannak; amikor a lények megtámadják, a támadási értéküknek megfelelő kárt okoznak az ellenfél lényével vagy ellenféljével, és kárt okoznak a védekező lény támadásának. Ha egy lény egészsége nulla, akkor a lényt legyőzni és eltávolítani a játékból. Számos kártya további hatásokat tartalmaz, kifejezetten felsorolva vagy előre meghatározott kulcsszavakkal.